# داني جونز
داني جونز (بالإنجليزية: Danny Jones) (و. 1986  م) هو عازف قيثارة، ومغني، ومنتج أسطوانات، وكاتب أغاني بريطاني، ولد في بولتن، يستخدم آلات قيثارة، وغيتار البيس، وأكلال، وهارمونيكا.

## التعليم
تعلم في Thornleigh Salesian College ‏.

## وصلات خارجية
- داني جونز على موقع IMDb (الإنجليزية)
- داني جونز على موقع ميوزك برينز (الإنجليزية)
- داني جونز على موقع إن إن دي بي (الإنجليزية)
- داني جونز على موقع ديسكوغز (الإنجليزية)
- داني جونز على موقع قاعدة بيانات الفيلم (الإنجليزية)

- داني جونز في قاعدة بيانات الأفلام على الإنترنت